# Neohapalothrix manschukuensis
Neohapalothrix manschukuensis är en tvåvingeart som först beskrevs av Mannheims 1938.  Neohapalothrix manschukuensis ingår i släktet Neohapalothrix och familjen Blephariceridae. Inga underarter finns listade i Catalogue of Life.